# Bedroom producer
Un bedroom producer o productor casolà és un músic aficionat que crea, interpreta i enregistra la seva música de manera independent mitjançant un home studio, sovint considerat un aficionat oposat a un productor de discos professional de la indústria discogràfica que treballa en un estudi tradicional amb clients. Normalment, els bedroom producers utilitzen tecnologia digital accessible que costa menys que l'equipament d’un estudi professional, com ara instruments basats en controladors MIDI i Virtual Studio Technology (instruments sintetitzats amb programari i efectes digitals), per crear música i publicar-la. Tot i que un productor de discos professional supervisa i guia el procés d'enregistrament, sovint treballa al costat de diverses persones com músics d’estudi, cantants, enginyers, mescladors, compositors, arranjadors i orquestradors, un productor de dormitoris ho fa tot de manera independent: crear idees, gravar-les i processar-les per alliberar-los. Els bedroom producers solen ser autodidactes, aprenen disseny de so, mescles i teoria musical llegint blogs de producció musical i veient tutorials a Internet. Com que els bedroom producers depenen de l'accessibilitat de la tecnologia musical, la producció casolana s'ha facilitat amb els avenços en potència informàtica domèstica i estacions de treball d'àudio digital, DAW (Digital Audio Workstation).

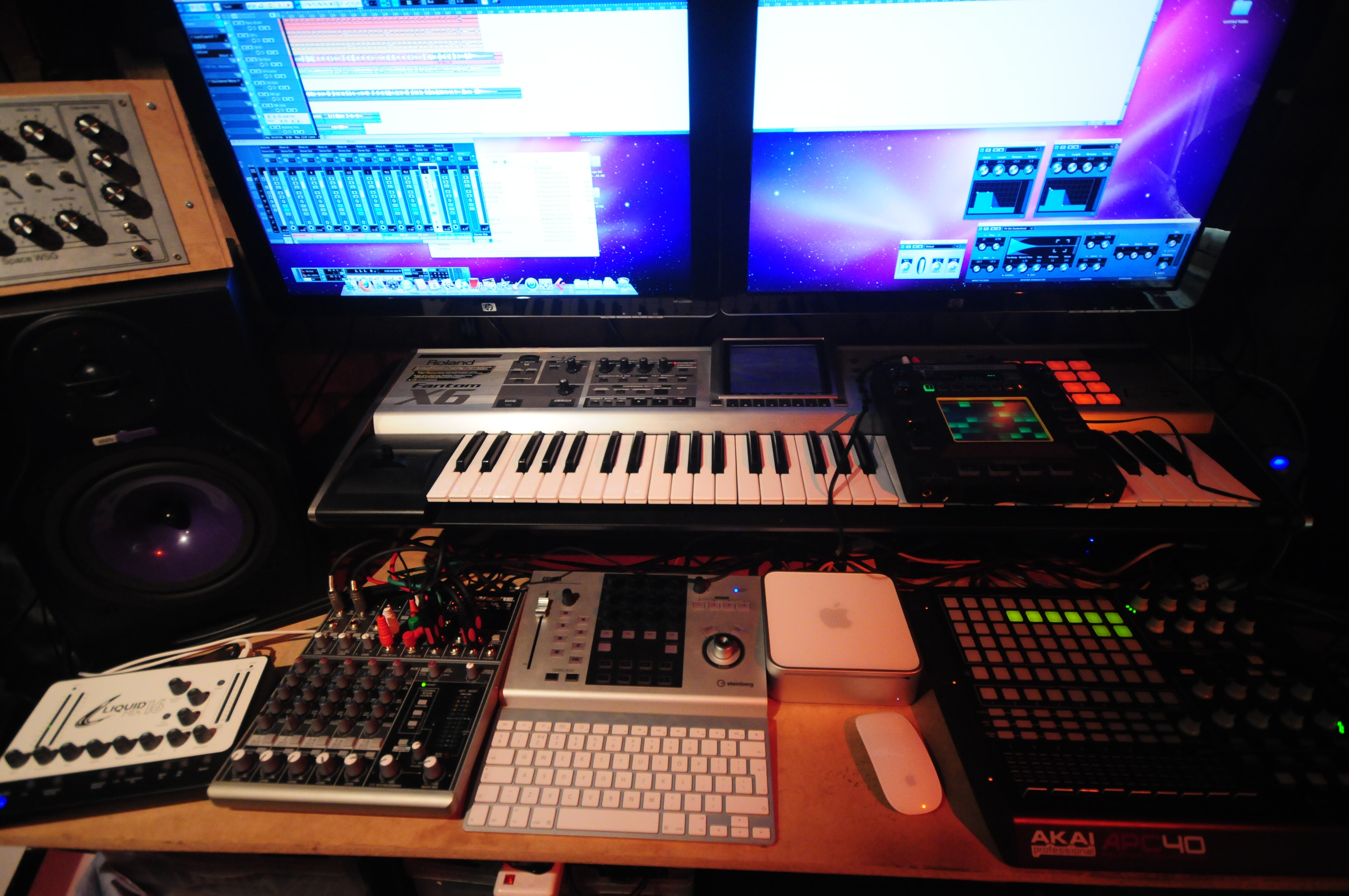
Un estudi de casa

## Característiques

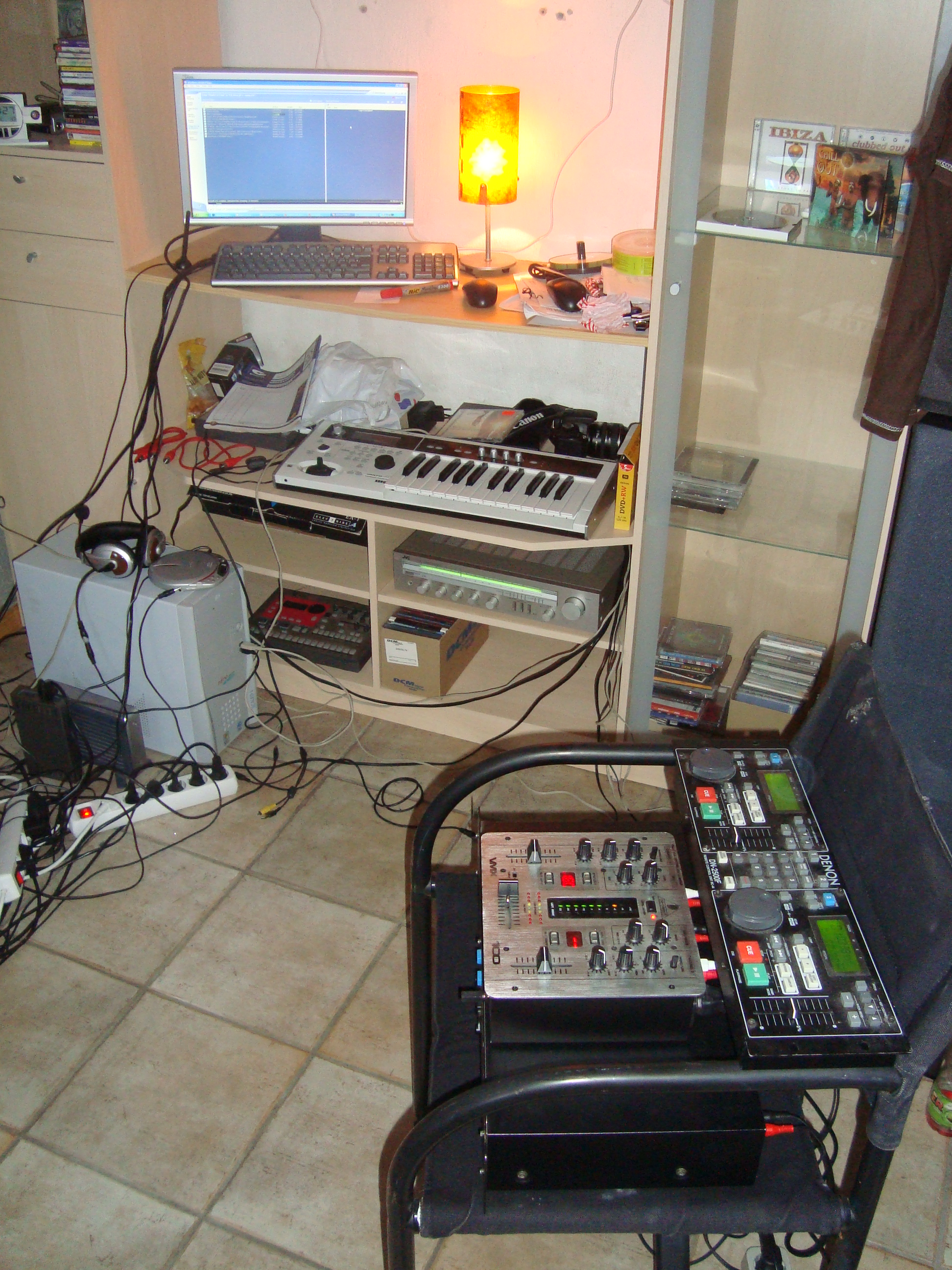
Un petit estudi casolà amb un sintetitzador Korg MicroX, un Korg Electribe R (ER-1), un Denon DN-2500F i unitat de control remot RC-44 i un Behringer VMX-100

La majoria dels productors de dormitoris utilitzen els seqüenciadors MIDI de les estacions de treball d’àudio digital, juntament amb sons gravats, per crear composicions musicals. Aquests DAW es poden configurar al costat d’equips d'enregistrament d’alta qualitat, com ara micròfons i interfícies USB, que permeten als productors casolans emular entorns complets d’estudi de gravació en un estudi domèstic. Aquests estudis casolans es poden crear per a ús professional i aficionat. Malgrat els avantatges econòmics de l'estudi domèstic, de vegades la tecnologia més accessible pot dificultar els processos creatius col·laboratius perquè aquesta tecnologia d'enregistrament pot no ser tan eficaç com en els estudis de gravació tradicionals.
Mentre que a la dècada de 1990 i a la dècada de 2000, la música popular a la ràdio solia centrar-se molt en la guitarra, durant els darrers deu anys els productors casolans podien crear produccions musicals enganyosament sofisticades (amb orquestra de corda digital, per exemple) que han esdevingut destacades a la ràdio, i que afecta la cultura dominant. Tot i que els músics de rock haurien d’actuar en directe per fer-se un nom, els productors casolans sovint prefereixen la solitud més íntima de les seves pròpies cases i l’ús d’Internet els permet no només publicar la seva música, sinó que també tenen el màxim control sobre la seva pròpia imatge com a artistes independents. Això també ha provocat un augment d'empresaris productors independents per primera vegada des dels anys cinquanta i seixanta.
L'alta accessibilitat del programari i equips de producció musical ha conduït a una "ràpida democratització de les eines pel que fa a la creació de música". Avui en dia, molts músics joves es decanten per endinsar-se en la música a través del programari en lloc d’instruments musicals, a causa del baix cost d’inici, especialment amb la pirateria de programari en ordinadors portàtils personals. Això ha creat la tendència dels productors d'enginyeria, o almenys dels productors que tenen coneixements bàsics de sonologia. Com que la música produïda a casa es fa de forma independent o en petites col·laboracions, sovint es connota fortament amb el fet de ser bricolatge. La música de producció casolana també es denomina sovint "feta a la caixa" (quan la producció musical es completa, totalment o parcialment, amb el processament de programari de mostres, VST i sintetitzadors dins d'un DAW). La música produïda a casa depèn en gran manera de compartir-la a través de les xarxes socials. La música enregistrada, especialment la música independent produïda de manera casolana, es considera una indústria d’internet.

## Història

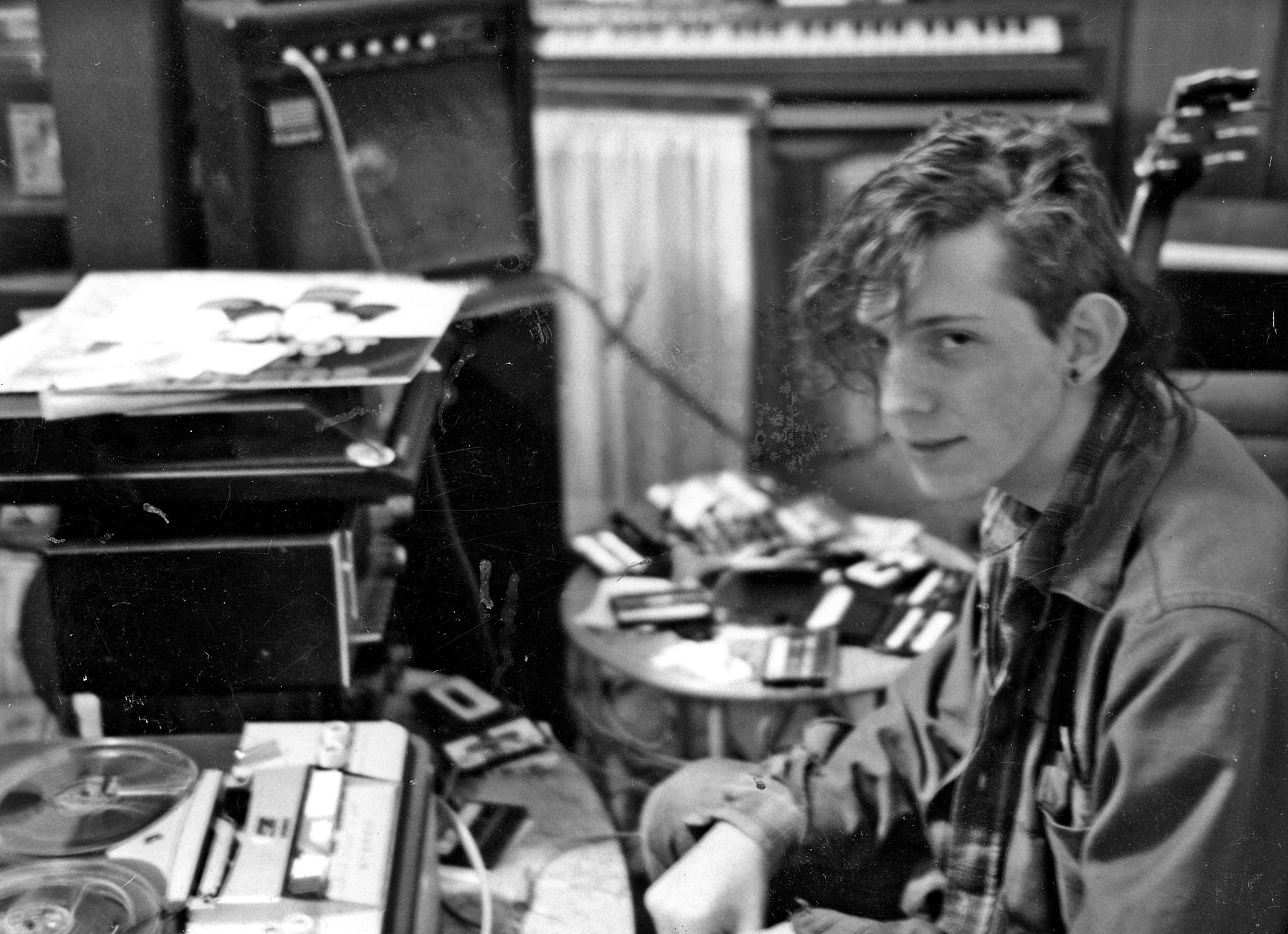
Un estudi casolà de la dècada de 1980 amb cinta.

Tot i que abans de la dècada de 1990 es va engegar una producció casolana primerenca que feia servir instruments de maquinari i enregistrava en cinta, l’augment de la producció de dormitoris està més estretament relacionat amb un augment de la potència de càlcul i una disminució del cost de les tecnologies musicals que va permetre que els DAW fossin més accessibles. cap a finals del segle xx. A principis dels anys noranta, Steinberg va llançar el seu DAW; Cubase Audio i el 1996 Steinberg va inventar el VST i va remodelar la interfície Cubase per emular un entorn de gravació de maquinari complet. Els DAW actuals són econòmics i la majoria de bedroom producers els utilitzen per crear la seva música. Fins i tot abans de la invenció dels DAW, les persones gravaven en estudis casolans en cinta. Un estudi casolà és simplement una configuració musical a casa d’una persona que té la majoria de les capacitats d'enregistrament d’un estudi tradicional. La invenció del MIDI "va permetre néixer els primers estudis casolans". Tot i el terme "bedroom producers", és possible que tinguin el seu estudi en altres estances, com ara un soterrani. De fet, pot ser que no sigui necessari tenir un estudi domèstic, ja que només es necessita un dispositiu amb un DAW.
Abans de la invenció dels DAW, el MIDI només es podia utilitzar mitjançant configuracions de maquinari extern que eren molt cares. Atès que el cost monetari del programari i la tecnologia d'enregistrament ha disminuït i els ordinadors portàtils amb programari DAW han estat més disponibles, hi ha hagut un enorme augment del nombre de productors que creen música utilitzant DAW com a solució tot en un. A causa d’aquest augment massiu del nombre de productors musicals, algunes persones creuen que la qualitat general de la música electrònica ha augmentat. En canvi, d'altres diuen que amb la saturació dels llançaments de productors electrònics al mercat de la música, els productors ho tenen més difícil per a ser reconeguts.
Durant l'augment de la producció casolana, l'estil ha creuat molts gèneres musicals. Tot i que s'associa més a les formes de música electrònica que van des de les ja existents com el techno, el dubstep i l'electrònica, aquests productors inclouen música pop i música de hip hop. Als anys 2000 i 2010, House, Cloud Rap, Chillwave, Bedroom Pop i Downtempo han estat gèneres populars de música creats per productors casolans.

## Programari
En aquesta secció es descriurà l'ús quotidià dels programes DAW (estacions de treball d'àudio digital) i VST per crear música produïda des de l'habitació. En primer lloc, s'explicarà MIDI per aclarir el seu ús a DAW.
MIDI significa Musical Instrument Digital Interface i és la forma més comuna de connectar equips musicals a diversos dispositius i a un DAW central. Com que la informació MIDI no és acústica, sinó en forma de dades en lloc d’ones de so, es pot utilitzar per enviar informació musical d’un dispositiu VST a un altre o mitjançant maquinari extern que es pot connectar a un DAW, com ara un teclat MIDI o un altre controlador MIDI. Per exemple, si es realitza una melodia en un teclat MIDI, aquesta melodia es podria connectar a un mòdul de sintetitzador de manera que pugui sonar com qualsevol instrument, des d’una flauta o una guitarra elèctrica, o fins i tot una orquestra completa. Quan s'envia informació MIDI a diferents dispositius VST, es creen sons nous a partir de les mateixes dades musicals. Per exemple, una melodia tocada per un piano virtual MIDI (VST) es podria traslladar a una pista de guitarra en un DAW per tenir exactament el mateix passatge interpretat per una guitarra virtual. Com que el MIDI és una forma de dades, normalment es visualitza en forma de piano roll, no com a formes d'ona. MIDI va ser creat a principis dels anys 80 per diversos grans fabricants d’instruments que treballaven junts per estandarditzar la comunicació entre els dispositius de diferents fabricants d’instruments.
Una DAW (Digital Audio Workstation) és un dispositiu electrònic o més comunament un programari musical que s'utilitza per enregistrar, mesclar, editar i processar àudio digital. Tot i que l'estructura d'un DAW pot variar des de ser un sol programari fins a una sèrie de maquinari connectat, tots els DAW tenen una interfície central per processar àudio en una composició final en un ordinador portàtil o d'escriptori.
Les tecnologies Virtual Studio o VST són dispositius que s'utilitzen per reproduir efectes analògics, instruments i efectes que solien trobar-se en estudis, per al processament i la síntesi d’àudio dins del programari DAW. Els instruments VST i els efectes VST són els més utilitzats; no obstant això, també existeixen altres tipus de VST, com ara diversos analitzadors d'espectre. Alguns VST també emulen sintetitzadors i mostrejadors tradicionals. Els instruments VST sintetitzen el so agafant una entrada MIDI i després enviant-lo a una sortida o mitjançant efectes VST mitjançant un encadenament d’efectes.
Els VST es classifiquen en:
- Efectes, que manipulen el senyal d'àudio d'una pista o grup de pistes. Els exemples inclouen EQ, compressió i retard.
- Instruments, que generen el seu propi senyal d'àudio com un instrument musical. Aquests es poden manipular molt per crear sons sintetitzats o poden ser mostres que imiten el so d’instruments acústics reals.
- MIDI, que manipula la informació MIDI, com ara arpeggiació de les notes en un acord sostingut.[16]

Els bedroom producers poden utilitzar VST com Massive, Serum, Spire o Nexus. Flume ha dit que les tècniques de producció electrònica han proporcionat possibilitats creatives ampliades.
Els bedroom producers poden piratejar el seu programari musical mitjançant BitTorrent o craqueig, cosa que condueix a un nivell encara més gran d'accés a DAW i VST per als productors casolans. En alguns casos, la pirateria d’aquest programari musical ha comportat un augment de les vendes d’aquestes empreses. Malgrat això, el programari pirata pot causar problemes a les empreses VST menys establertes.

## Equipament

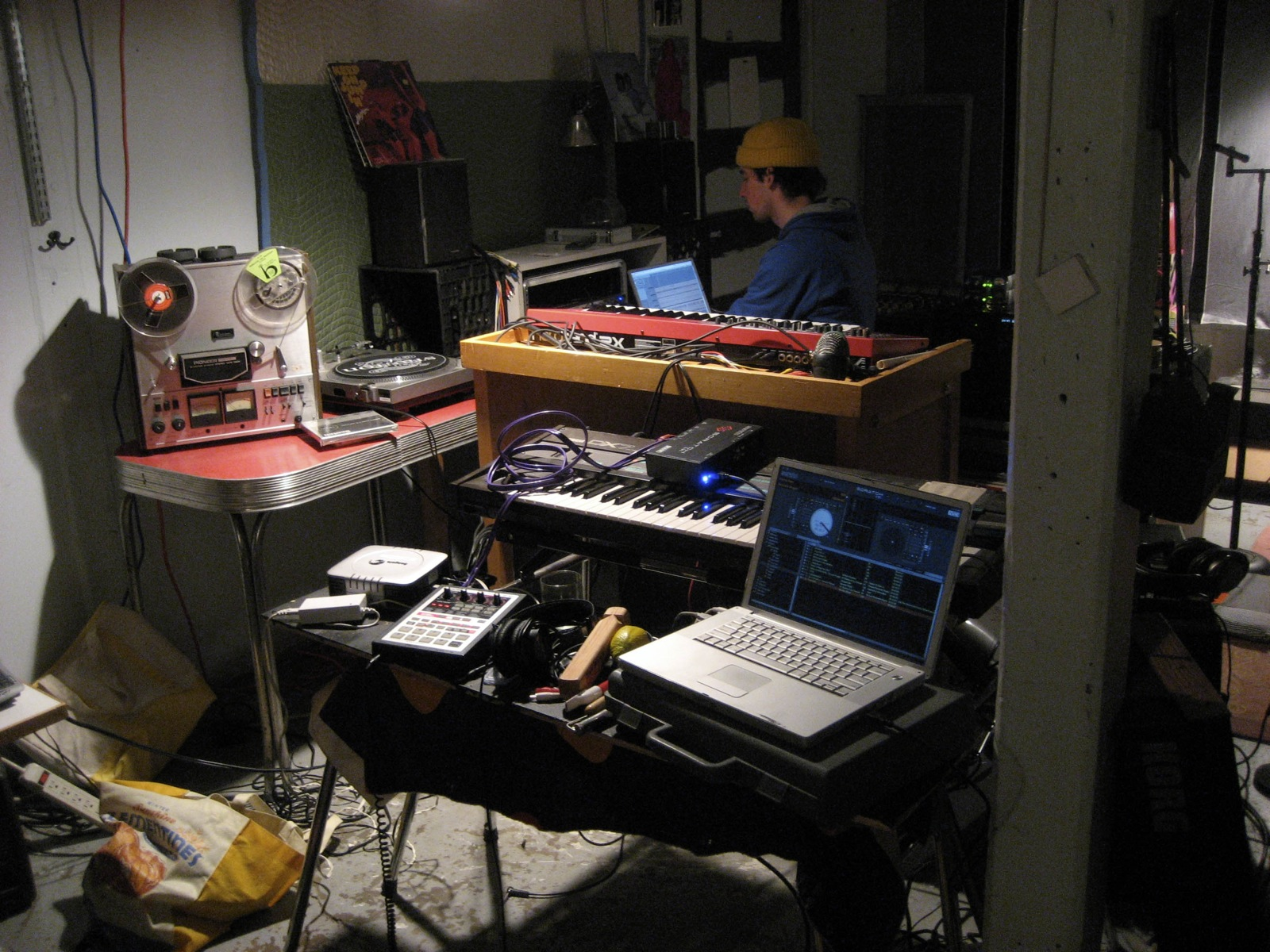
Teclats de MIDI, un portàtil, un tocadiscos, màquina de cinta, en un estudi casolà.

Tot i que la configuració entre individus pot variar, la configuració bàsica d’un estudi domèstic inclou: un ordinador connectat a un DAW, un micròfon amb un filtre pop que travessa una interfície d’àudio, auriculars i/o monitors i un controlador MIDI com un teclat MIDI o tambor. El micròfon enregistrarà les veus, els sons i els instruments acústics que es poden utilitzar enviant l'àudio al DAW a través de la interfície d'àudio. El so de la música del DAW es reprodueix a través de la interfície d’àudio en reproducció. El filtre pop s'utilitza per reduir el senyal fort de les plosions de paraules, com ara quan es pronuncien paraules que comencen per sons 'p' o 'b'. Els auriculars i els monitors s'utilitzen per escoltar la reproducció i per barrejar. Un controlador MIDI funciona com a instrument per als productors, per utilitzar-los en lloc de programar notes individuals en seqüències al DAW. Tot i que és habitual enregistrar en un estudi casolà, el sampleig també s'utilitza àmpliament en la producció de dormitoris. Els productors solen utilitzar mostres de bateria com una alternativa més barata a l'enregistrament de bateries. No obstant això, s'utilitza una àmplia gamma de mostres, com ara cordes, mostres vocals i, de vegades, fins i tot seccions senceres de cançons (encara que sovint infringeix els drets d'autor).

## Saturació de mercat
A causa de l’augment massiu de productors que publiquen música d’estudis casolans, el mercat de la música electrònica, principalment el dance, s'ha saturat excessivament. Un productor, Deadmau5, afirma que això es deu al fet que els sons de la música de ball electrònica són fàcilment reproduïbles, de manera que molts artistes que busquen un èxit principal fan música de so molt similar estilísticament. Això és especialment cert per a les tècniques de mescla dance i la tendència de mesclar per a volums forts en lloc de mesclar per dinàmiques. Des d’una perspectiva econòmica, Forbes creu que la indústria de l'electrònica (ara 7.400 milions de dòlars nord-americans) encara té un potencial de creixement i que aquest creixement no només prové d’actuacions en directe com ara de festivals, sinó també de transmissions i descàrregues, que contribueixen principalment als ingressos totals. Per al gènere més ampli de la música electrònica, molts creuen que la seva naturalesa instrumental fa que sigui altament transferible a mercats que parlen idiomes diferents. Per tant, fins i tot si s'assoleix la saturació en alguns països, és probable que el creixement del mercat del gènere continuï en d'altres.